# Стратегический маркетинг
Стратеги́ческий ма́ркетинг — активный маркетинговый процесс с долгосрочным горизонтом плана, направленный на превышение среднерыночных показателей путём систематического проведения политики создания товаров и услуг, обеспечивающих потребителей товарами более высокой потребительской ценности, чем у конкурентов.
Стратегический маркетинг нацеливает компанию на экономические возможности, адаптированные к её ресурсам и обеспечивающие потенциал для роста и рентабельности. Задачей стратегического маркетинга является уточнение миссии фирмы, разработка целей, формирование стратегии развития и обеспечение сбалансированной структуры товарного портфеля фирмы.

## Процесс
Процесс стратегического маркетинга имеет средние и долгосрочные горизонты;

## Задача стратегического маркетинга
- Уточнение миссии компании,
- Формирование уникального торгового предложения (УТП),
- Определение целей,
- Разработка стратегии развития,
- Обеспечение сбалансированной структуры товарного портфеля.

## Мероприятия
Мероприятия стратегического маркетинга находят своё концептуальное выражение в маркетинговой стратегии, которая помогает компании ответить на целый ряд вопросов. Частью маркетинговой стратегии, обычно, является коммуникационная стратегия.